# Miaolingien
Pour les articles homonymes, voir Acadien.
Stratigraphie
Série 2 Furongien
| Système                                          | Série        | Étage        | Âge (Ma)        |
| ------------------------------------------------ | ------------ | ------------ | --------------- |
| Ordovicien                                       | Inférieur    | Trémadocien  | plus récent     |
| Cambrien                                         | Furongien    | Étage 10     | ≃489.5 - 486.85 |
| Cambrien                                         | Furongien    | Jiangshanien | ≃494.2 - ≃489.5 |
| Cambrien                                         | Furongien    | Paibien      | ≃497.0 - ≃494.2 |
| Cambrien                                         | Miaolingien  | Guzhangien   | ≃500.5 - ≃497.0 |
| Cambrien                                         | Miaolingien  | Drumien      | ≃504.5 - ≃500.5 |
| Cambrien                                         | Miaolingien  | Wuliuen      | ≃506.5 - ≃504.5 |
| Cambrien                                         | Série 2      | Étage 4      | ≃514.5 - ≃506.5 |
| Cambrien                                         | Série 2      | Étage 3      | ≃521.0 - ≃514.5 |
| Cambrien                                         | Terreneuvien | Étage 2      | ≃529.0 - ≃521.0 |
| Cambrien                                         | Terreneuvien | Fortunien    | 538.8 - ≃529.0  |
| Édiacarien                                       | Édiacarien   | Édiacarien   | plus ancien     |
| Subdivisions du Cambrien d'après l'ICS (2018-08) |              |              |                 |

Le Miaolingien est la partie centrale du Cambrien, la première époque géologique du Paléozoïque.
Le terme « Miaolingien » a remplacé celui provisoire de Série 3 et de Cambrien moyen, ces derniers ayant eux-mêmes remplacé le terme d'Acadien.

## Stratigraphie
Historiquement, la différenciation du Cambrien moyen au sein du Cambrien se fait par la présence du genre de trilobites Paradoxides pris au sens large. Les limites du Cambrien moyen historique et du Miaolingien ne coïncident pas exactement : le Miaolingien est à peine plus étendu stratigraphiquement vers le haut et vers le bas. Ce remplacement est dicté par le choix d'espèces repères cosmopolites. La base de la série 3 sera vraisemblablement la FAD (First Appareance Datum, date de première apparition) du trilobite Oryctocephalus indicus. La limite supérieure correspond en fait à la base du Furongien, marquée par le trilobite cosmopolite Glypthagnostus reticulatus.
La stratigraphie du Miaolingien est en cours de travail. Il existe plusieurs échelles stratigraphiques locales, dont voici celle utilisée dans le sud de l'Europe. Elle est applicable au Maroc, Espagne, France, Italie et en partie en Allemagne et Tchéquie. Elle a été établie à partir de la zonation de trilobites que l'on rencontre en Espagne (pour le Léonien et le Caesaraugustien) et dans le sud de la France (Languedocien).
| Etage           | sous-étage | zonation                                                       |
| --------------- | ---------- | -------------------------------------------------------------- |
| Languedocien    | supérieur  | biozone à Eccaparadoxides macrocercus                          |
| Languedocien    | moyen      | biozone à Bailiella souchoni                                   |
| Languedocien    | moyen      | zone d'intervalle à Jincella convexa                           |
| Languedocien    | inférieur  | phylozone à Solenopleuropsis (Solenopleuropsis) rouayrouxi     |
| Languedocien    | inférieur  | phylozone à Solenopleuropsis (Solenopleuropsis) multigranifera |
| Languedocien    | inférieur  | phylozone à Solenopleuropsis (Solenopleuropsis) monceretorum   |
| Languedocien    | inférieur  | biozone à Solenopleuropsis (Manublesia) thorali                |
| Caesaraugustien | supérieur  | phylozone à Solenopleuropsis (Manublesia) levisilimbata/rubra  |
| Caesaraugustien | supérieur  | phylozone à Solenopleuropsis (Manublesia) verdiagana           |
| Caesaraugustien | supérieur  | phylozone à Solenopleuropsis (Manublesia) ribeiro              |
| Caesaraugustien | moyen      | phylozone à Pardailhania sdzuyi                                |
| Caesaraugustien | moyen      | phylozone à Pardailhania multispinosa                          |
| Caesaraugustien | moyen      | phylozone à Pardailhania hispida                               |
| Caesaraugustien | inférieur  | superbiozone à Badulesia granieri                              |
| Caesaraugustien | inférieur  | biozone à Badulesia tenera                                     |
| Léonien         | supérieur  | biozone à Eccaparadoxides asturianus                           |
| Léonien         | moyen      | biozone à Eccaparadoxides sdzyui                               |
| Léonien         | inférieur  | biozone à Acadoparadoxides mureroensis                         |

## Dans les mers
Les vestiges de la faune du Miaolingien les mieux connus sont ceux des schistes de Burgess.

## Sur terre
Au Miaolingien, l'élargissement de l'océan Iapetus se poursuit à la suite de l’éloignement de la Laurentia et la Baltica, tandis que la Gondwana se déplace vers le sud.